# Austrosciapus ascitus
Austrosciapus ascitus är en tvåvingeart som beskrevs av Daniel J. Bickel 1994. Austrosciapus ascitus ingår i släktet Austrosciapus och familjen styltflugor. Inga underarter finns listade i Catalogue of Life.